# NGC 7513
NGC 7513 é uma galáxia espiral barrada (SBb/P) localizada na direcção da constelação de Sculptor. Possui uma declinação de -28° 21' 29" e uma ascensão recta de 23 horas, 13 minutos e 13,7 segundos.
A galáxia NGC 7513 foi descoberta em 24 de Setembro de 1864 por Albert Marth.